# ماريا مارتينز (دراجة)
ماريا مارتينز (بالبرتغالية: Maria Martins‏) هي دراجة برتغالية، ولدت في 9 يوليو 1999 في شنترين في البرتغال.

## روابط خارجية
- ماريا مارتينز على موقع الاتحاد الدولي للدراجات (الإنجليزية)
- ماريا مارتينز على موقع أرشيف الدراجات (الإنجليزية)
- ماريا مارتينز على موقع إحصائيات الدراجات الإحترافية (الإنجليزية)
- ماريا مارتينز على موقع نسبة الدراجات (الإنجليزية)
- ماريا مارتينز على موقع CycleBase (الإنجليزية)
- ماريا مارتينز على موقع أوليمبيديا (الإنجليزية)